# Grafenberg (Landschaftsschutzgebiet)
Grafenberg ist ein Landschaftsschutzgebiet (Schutzgebietsnummer 4.15.129) im Landkreis Reutlingen. 

## Lage und Beschreibung
Das Schutzgebiet entstand durch Verordnung des damals zuständigen Landratsamts Nürtingen vom 28. Oktober 1965. Es handelt sich um einen vor 11 Millionen Jahren im Miozän erloschenen  Vulkanschlot des Schwäbischen Vulkans im Urach-Kirchheimer Vulkangebiet. Der Grafenberg gehört zum Naturraum 101-Vorland der mittleren Schwäbischen Alb innerhalb der naturräumlichen Haupteinheit 10-Schwäbisches Keuper-Lias-Land.

## Schutzzweck
Wesentlicher Schutzzweck ist die Erhaltung des Gipfelbereich des Berges, der durch Streuobstwiesen geprägt wird. Weiterer Schutzzweck ist die Erhaltung von Erholungsraum für die Allgemeinheit und der Schutz vor weiteren Beeinträchtigungen durch Bebauung, Kleinbauten und Einfriedigungen.